# Jorrin John
Jorrin John (Leicester, 6 novembre 1990) è un calciatore inglese naturalizzato antiguo-barbudano, centrocampista del Wellingborough Town.

## Carriera

### Club
Dopo aver giocato nei settori giovanili di Aston Villa e Leicester City, nel febbraio del 2011 ha trascorso un mese in prestito nella sesta divisione inglese al Kettering Town. Nell'estate del 2011 si accasa da svincolato con un contratto biennale al Muangthong Utd, club campione di Thailandia in carica, che subito dopo lo gira in prestito nella seconda divisione thailandese al Suphanburi. In seguito, gioca in questa stessa categoria anche con la maglia del Nonthaburi. Dopo essersi svincolato da quest'ultimo club torna brevemente in Inghilterra al Corby Town, per poi passare al Nuneaton Borough. Nel 2015 ha invece giocato 2 partite nella prima divisione slovena con la maglia del Domžale. Dopo aver giocato con altri club semiprofessionistici inglesi, nel 2018 ha giocato per un periodo con il Phnom Penh Crown, club della prima divisione cambogiana, tornando poi nuovamente a giocare in Inghilterra nelle serie minori.

### Nazionale
Tra il 2014 ed il 2015 ha giocato nove partite con la nazionale antiguo-barbudana, 4 delle quali in incontri di qualificazione ai Mondiali.